# Simulium itaunense
Simulium itaunense är en tvåvingeart som beskrevs av Andretta och Gonzalez 1964. Simulium itaunense ingår i släktet Simulium och familjen knott. Inga underarter finns listade i Catalogue of Life.